# Даніель Осорно
Даніель Осорно (ісп. Daniel Osorno, нар. 16 березня 1979, Гвадалахара) — мексиканський футболіст, нападник нижчолігового клубу «Коррекамінос УАТ».

## Клубна кар'єра
У дорослому футболі дебютував 1997 року виступами за команду клубу «Атлас», в якій провів шість сезонів, взявши участь у 157 матчах чемпіонату. Більшість часу, проведеного у складі «Атласа», був основним гравцем атакувальної ланки команди.
Своєю грою за цю команду привернув увагу представників тренерського штабу клубу «Монтеррей», до складу якого приєднався 2003 року. Відіграв за команду з Монтеррея наступні один сезон своєї ігрової кар'єри. Граючи у складі «Монтеррея» також здебільшого виходив на поле в основному складі команди.
2004 року повернувся до клубу «Атлас». Цього разу провів у складі його команди три сезони. Тренерським штабом нового клубу також розглядався як гравець «основи».
Згодом з 2007 по 2009 рік грав у складі команд клубів «Колорадо Рапідз» та «Дорадос де Сіналоа».
2009 року приєднався до складу клубу «Атлас», згодом, протягом 2011–2012, грав за команду клубу «Пуебла».
З 2012 року — гравець нижчолігового «Коррекамінос УАТ».

## Виступи за збірні
1999 року залучався до складу молодіжної збірної Мексики. На молодіжному рівні зіграв у 5 офіційних матчах, забив 2 голи.
1999 року дебютував в офіційних матчах у складі національної збірної Мексики. Наразі провів у формі головної команди країни 62 матчі, забивши 14 голів.
У складі збірної був учасником розіграшу Кубка Америки 1999 року у Прагваї, на якому команда здобула бронзові нагороди, розіграшу Кубка Америки 2001 року у Колумбії, де разом з командою здобув «срібло», розіграшу Кубка Америки 2004 року у Перу, розіграшу Кубка Конфедерацій 1999 року у Мексиці, здобувши того року титул переможця турніру, розіграшу Кубка Конфедерацій 2001 року в Японії і Південній Кореї, розіграшу Золотого кубка КОНКАКАФ 2003 року у США та Мексиці, здобувши того року титул континентального чемпіона, розіграшу Золотого кубка КОНКАКАФ 2005 року у США.

## Титули і досягнення
- Срібний призер Ігор Центральної Америки та Карибського басейну: 1998
- Переможець Кубка конфедерацій: 1999
- Переможець Золотого кубка КОНКАКАФ: 2003
- Срібний призер Кубка Америки: 2001
- Бронзовий призер Кубка Америки: 1999